# Johann Jürgen Busch

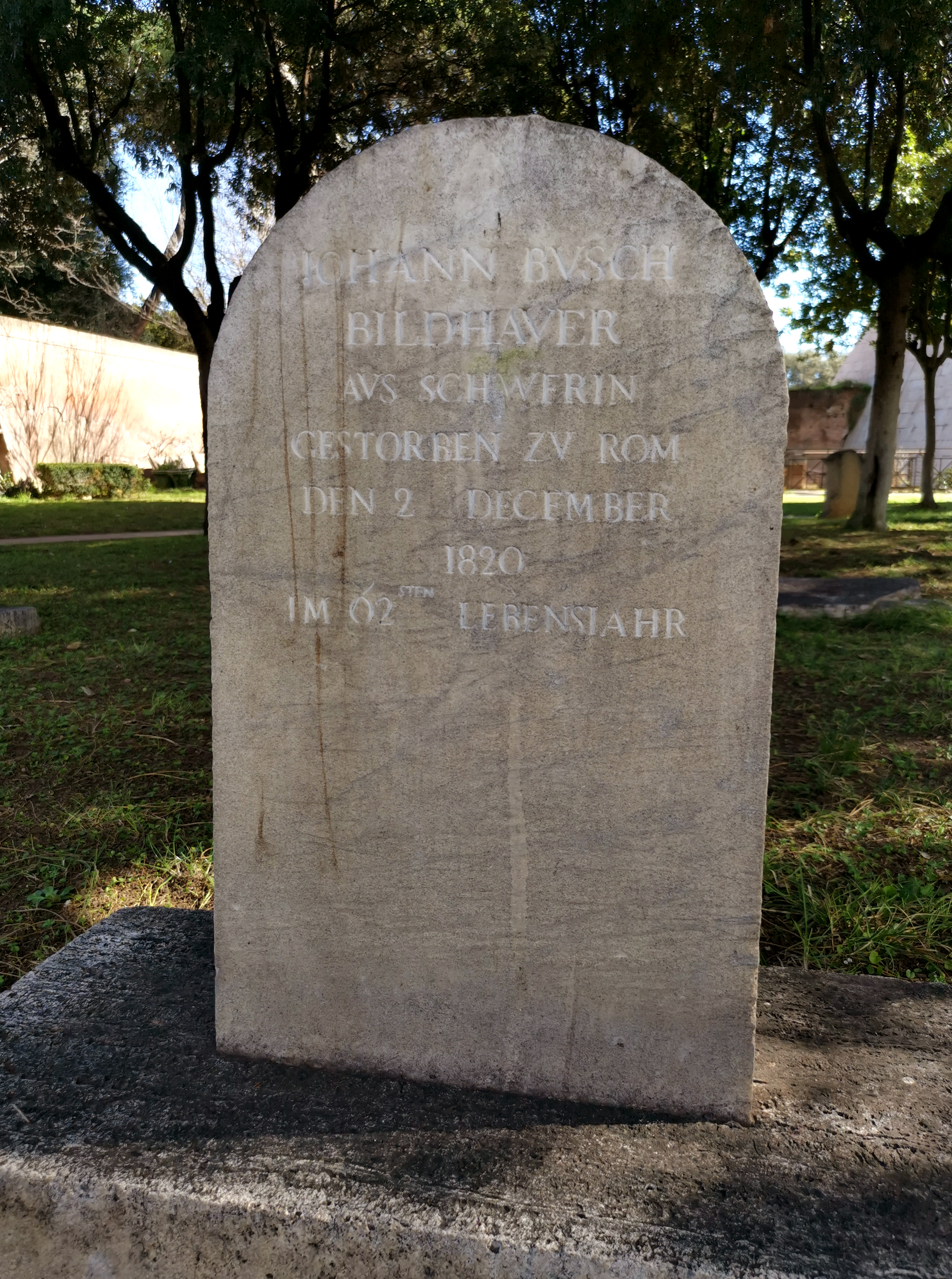
Grab auf dem Nichtkatholischen (Protestantischen) Friedhof Rom

Johann Jürgen Busch (* Februar 1757 – Taufe am 27. Februar 1757 – in Schwerin; † 2. Dezember 1820 in Rom) war ein deutscher Bildhauer.

## Leben
Johann Jürgen Busch war Sohn des Ebenisten Daniel Heinrich Busch († 29. April 1793 Schwerin, 68 Jahre alt) und Neffe des Bildhauers und Baumeisters Johann Joachim Busch. Um 1780 studierte er an der Akademie in Kopenhagen und ging 1783 mit einem Stipendium ständig nach Rom, wo er in der Nachbarschaft des Bildhauers Bertel Thorvaldsen lebte. Von dort belieferte er den herzoglichen Hof in Ludwigslust mit einigen Kopien antiker Büsten und Figuren, schaffte es aber nicht, sich ein geregeltes Einkommen zu erarbeiten, und starb in bitterer Armut. Die evangelische Gemeinde in Rom übernahm die Kosten der Beisetzung auf dem Protestantischen Friedhof an der Cestius-Pyramide. Zu seinen Freunden zählte der Maler Asmus Carstens.

## Werke
- 1796 Marmorbüste Friederike Brun in Privatbesitz
  - dto. Gips im Thorwalden-Museum Kopenhagen[4]
- 1812 Marmorbüste Katharina II., ehem. Glyptothek München (urspr. für die Walhalla Regensburg bestimmt, aber nicht gut genug befunden)
- Statue einer „Venus“
- Antikenkopien (alle etwa 1802) im Staatlichen Museum Schwerin
  - Jünglingskopf
  - Büste der „Aphrodite von Arles“ (Kopie nach dem Kopf der Marmorstatue im Louvre zu Paris)
  - Büste eines Narziss (nach dem Kopf einer antiken Statue im Museo Pio Clementino in Rom)
  - Büste des Homer (Kopie nach einer Büste im Nationalmuseum Neapel)
  - Büste einer Niobe (Kopie nach dem Kopf einer Statue in den Uffizien in Florenz)
  - Büste einer Muse (Kopie nach dem Kopf der Statue der Melpomene im Museo Pio Clementino zu Rom)
  - Büste des Apollo Kitharoedos (Kopie nach dem Kopf der Statue im Museo Pio Clementino zu Rom)
- Clipeo con profilo marmoreo a mezzo busto di Rousseau, 1797 (Genova, Museo di Sant’Agostino)
- Clipeo con profilo marmoreo a mezzo biusto di Montesquieu, 1798 (Genova, Museo di Sant’Agostino)

- Holzschnitt einer antiken Gruppe „Satyr und Ziegenbock“ im Thorwaldsen-Museum Kopenhagen[5]